# Sphaerium corneum
Sphaerium corneum е вид мида от семейство Sphaeriidae.

## Разпространение
Видът е разпространен в Австрия, Белгия, България, Великобритания (Северна Ирландия), Германия, Гърнси, Гърция, Дания, Джърси, Естония, Ирландия, Испания, Италия (Сицилия), Казахстан, Киргизстан, Латвия, Литва, Лихтенщайн, Люксембург, Нидерландия, Норвегия, Полша, Португалия, Русия (Калининград), Словакия, Таджикистан, Туркменистан, Узбекистан, Украйна, Унгария, Финландия, Франция, Чехия, Швейцария и Швеция. Внесен е в Канада (Квебек и Онтарио) и САЩ (Върмонт, Илинойс, Индиана, Кентъки, Минесота, Мичиган, Ню Йорк, Охайо, Пенсилвания и Уисконсин).